# Pulau Melaka
Pulau Melaka (Malakkainsel) ist eine künstliche Insel vor Malakka in Malaysien. Das Wohnbauentwicklungsprojekt liegt ca. 500 m vor der Küste und umfasst zwei frühere Inseln mit 40 ha und 50 ha.
Die Insel ist über eine Brücke an der Ostseite mit dem Festland verbunden.
Wahrzeichen der neuen Insel ist die Moschee Masjid Selat Melaka (Moschee der Straße von Malakka). 